# (22190) Stellakwee
(22190) Stellakwee est un astéroïde de la ceinture principale.

## Description
(22190) Stellakwee est un astéroïde de la ceinture principale. Il fut découvert le 24 septembre 1960 à l'Observatoire Palomar par Cornelis Johannes van Houten, Ingrid van Houten-Groeneveld et Tom Gehrels. Il présente une orbite caractérisée par un demi-grand axe de 2,86 UA, une excentricité de 0,08 et une inclinaison de 16,8° par rapport à l'écliptique.

## Nommage
L'objet est nommé d'après Stella Vooren Kwee, fille de Kiem Keng Kwee (voir (4646) Kwee)

## Compléments